# Ian Mortimer
Ian James Forrester Mortimer, FSA, FRHistS (nascut el 22 de setembre de 1967) és un historiador i escriptor britànic de ficció històrica. És conegut sobretot pel seu llibre The Time Traveller's Guide to Medieval England, que es va convertir en un best-seller en versió rústica segons el Sunday Times l'any 2010.

## Biografia
Mortimer va néixer a Petts Wood i es va formar a l'⁣Eastbourne College, a la Universitat d'Exeter (BA, PhD, DLitt) i al University College London (MA). Entre 1993 i 2003 va treballar per a diverses institucions de recerca importants, com ara la Royal Commission on Historical Manuscripts, la Universitat d'Exeter i la Universitat de Reading. Les seves primeres publicacions van ser poemes, publicats en diverses revistes literàries. L'any 2000 la seva obra '31 December 1999' va ser guardonada amb el premi de la Universitat d'Exeter per un 'poema per al mil·lenni', obert a tots els estudiants actuals i passats de la universitat, i jutjat pel llavors poeta laureat, Andrew Motion.
De 2003 a 2009 va publicar una seqüència de biografies de líders polítics medievals: primer Roger Mortimer, 1r comte de March, després Eduard III, i Enric IV, a més de 1415, un any de la vida d'⁣Enric V.
El llibre més conegut de Mortimer, però, és The Time Traveller's Guide to Medieval England, publicat per primera vegada al Regne Unit el 2008. El van seguir The Time Traveller's Guide to Elizabethan England (que es va convertir en una sèrie de televisió de la BBC, presentada per l'autor) i The Time Traveller's Guide to Restoration Britain. També és conegut per ser pioner, en els seus dos primers llibres i en un article a The English Historical Review, sobre que l'argument (basat en proves com la Carta de Fieschi) que Eduard II no va morir al castell de Berkeley el 1327.
Mortimer també ha dut a terme investigacions sobre la història social de la medicina moderna primerenca. El seu assaig "The Triumph of the Doctors" va ser guardonat amb el Premi Alexander 2004 de la Royal Historical Society. En aquest assaig va demostrar que les persones malaltes i ferides properes a la mort van canviar les seves esperances de salvació física d'una font exclusivament religiosa de poder curatiu (Déu o Jesucrist) a una de predominantment humana (metges i cirurgians) durant el període 1615-1670, i va argumentar que aquest canvi de perspectiva es trobava entre els canvis més profunds que la societat occidental ha experimentat mai.
El 2011, Mortimer va entrar en el gènere de la ficció històrica, publicant el primer llibre de la seva trilogia Clarenceux de l'època isabelina amb el seu nom de James Forrester. James Forrester són els cognoms de Mortimer. La seva quarta novel·la, The Outcasts of Time, es va publicar amb el seu nom habitual, i va guanyar el premi Winston Graham de ficció històrica 2018.
Des de 1999 viu a la petita ciutat de Moretonhampstead a Devon, Anglaterra, que es troba al parc nacional de Dartmoor. El 2003 va ser nomenat pel Secretari d'Estat membre de l'Autoritat del Parc Nacional de Dartmoor, en representació de les parròquies. El 2009 va ser reelegit com a membre pel Secretari d'Estat, aquesta vegada representant l'interès nacional, un paper que va continuar exercint fins al 2017. Altres nomenaments públics han inclòs el Fòrum del Lord Chancellor sobre Manuscrits Històrics i Recerca Acadèmica, 2011–17 (posteriorment conegut com el Fòrum d'Arxius i Recerca Acadèmica) i el Comitè Assessor de Fabric de la Catedral d'Exeter, 2011–16.

## Vida personal
Mortimer és el nebot de la tenista britànica Angela Mortimer. Entre els seus interessos inclou córrer: el 2017 va escriure una memòria sobre el significat de córrer, que relata les diferents lliçons que havia après participant en parkrun i mitges maratons, que es va publicar amb el títol Why Running Matters: lessons in life, pain and exhilaration, from 5K to the marathon (Summersdale, 2019).

## Honors
Mortimer és membre de la Royal Historical Society (FRHistS). El 12 de febrer de 2015 va ser escollit membre de la Society of Antiquaries of London (FSA).

## Obres històriques (seleccionades)
- The Time Traveller's Guide to Restoration Britain: Life in the Age of Samuel Pepys, Isaac Newton and The Great Fire of London (The Bodley Head, 2017)
- What isn't History? Selected Articles and Speeches on Writing History and Historical Fiction (Rosetta (ebook only), 2017)
- Human Race: Ten Centuries of Change on Earth (Vintage, 2015; formerly published as Centuries of Change: which century saw the most change and why it matters to us by The Bodley Head, 2014)
- The Time Traveller's Guide to Elizabethan England: a Handbook for Visitors to the Sixteenth Century (Viking, 2012) (paper: Penguin, 2013)
- Intriga medieval: descodificació de conspiracions reials (Continuum, 2010)
- 1415: Henry V's Year of Glory (The Bodley Head, 2009)
- The Dying and the Doctors: the Medical Revolution in Seventeenth-Century England (The Royal Historical Society, 2009)
- The Time Traveller's Guide to Medieval England: a Handbook for Visitors to the Fourteenth Century (The Bodley Head, 2008)
- "What isn't History? The Nature and Enjoyment of History in the Twenty-First Century", History, 93, 4 (October 2008), pp. 454–74.
- "Beyond the Facts: how true originality in history has fallen foul of postmodernism, research targets and commercial pressure", Times Literary Supplement (26 September 2008), pp. 16–17.
- The Fears of Henry IV: the Life of England's Self-Made King (Jonathan Cape, 2007)
- The Perfect King: the Life of Edward III, Father of the English Nation (Jonathan Cape, 2006)
- The Death of Edward II in Berkeley Castle, The English Historical Review, cxx, 489 (2005), pp. 1175–1214.
- The Triumph of the Doctors: Medical Assistance to the Dying, 1570–1720, Transactions of the Royal Historical Society, 15 (2005), pp. 97–116.
- The Greatest Traitor: the Life of Sir Roger Mortimer, 1st Earl of March, Ruler of England 1327–1330 (Jonathan Cape, 2003)
- Berkshire Probate Accounts, 1583–1712 (Berkshire Record Society, 1999)
- Berkshire Glebe Terriers, 1634 (Berkshire Record Society, 1995)

## Ficció històrica (escrit com a Ian Mortimer)
- The Outcasts of Time (UK: Simon & Schuster, 2017 US: Pegasus, 2018).

## Ficció històrica (escrit com a James Forrester)
- Sacred Treason (UK: Headline, 2010 US: Sourcebooks, 2012)
- The Roots of Betrayal (UK: Headline, 2011 US: Sourcebooks, 2013)
- The Final Sacrament (UK: Headline, 2012 US: Sourcebooks, 2013)